# ニフティキッズ
ニフティキッズは、ニフティ株式会社が運営する子ども向けポータルサイト。ブラウザゲームや、壁紙やペーパークラフト、相談コーナーなどが提供されている。@nifty会員用に子ども向け有料コンテンツの紹介も行っている。2002年7月18日開設。開設から20年間はキッズ@nifty（キッズ・アット・ニフティ）というサイト名で運営されていた。

## 主なサービス
利用者数は2009年12月時点で1か月あたり50万人。
キッズなんでも相談
子どもの悩みや質問に同じく子どもが答える相談コーナーが提供されている。相談には個人情報の入力は必要とされず、ニックネームでの投稿となる。2017年3月時点で相談件数は1か月あたり約1万5000件におよぶ。相談内容としては東日本大震災に関するものやブラジャーや月経など保護者に相談しにくいもの、ドッジボールの是非など多岐に亘る。相談や回答の内容は編集部が確認し、個人情報や中傷などを取り除いた上で最大限掲載している。
2017年3月から同年4月までは期間限定で大人も相談ができるようになり、特に育児で苦心する保護者の相談に児童生徒らが返答した。
ゲームランド
キッズ@niftyの解説時から提供されているブラウザゲーム群。当初はAdobe Flashを用いたゲームが提供されていた。提供されているゲームは「アタマのたいそう」「脱出」「クロスワード」「パズル」「音ゲー」「アドベンチャー」「スポーツ」「アクション」の8カテゴリに区分され、2009年12月9日時点で約200種類に上る。
2009年12月15日からは任天堂の家庭用ゲーム機Wiiの専用ブラウザ「インターネットチャンネル」に対応した。2011年11月からはAndroid向けに50種類以上のゲームがアプリとしてリリースされた。
夏休み大作戦
例年夏に開設される特設サイト。夏休みの自由研究や読書感想文などを特集して児童生徒をサポートする。

## 歴史
インターネットの常時接続が普及したことを踏まえ、2002年7月18日、小学生以下の児童と保護者を対象にニフティにより「キッズ@nifty」として開設。ブラウザゲームや、壁紙やペーパークラフトのダウンロード、リンク集、@nifty会員向け有料コンテンツの紹介などは当時から提供されていた。また、TBSホールディングスのオンライン英語教材『Cat Chat』の特設コーナーも存在した。
2008年には富士通と連携し、環境ゲームを提供。また当時から見て未来であった2020年に向けてメッセージを発信した。
2016年11月にはキッズgooやYahoo!きっずと共に子ども向けポータルサイト3社で会合を開いた。同年からワコールと連携を開始。2017年8月には小学4年生から6年生までの女子児童とその保護者を対象に、家族のコミュニケーションを深めることを目的とした、第二次性徴や下着についての夏休みイベントを東京都渋谷区で開催した。夏休みの課題や自由研究に有用なワークショップも併せて実施された。
2022年7月18日に開設20周年を迎え、サイトのロゴを変更し、サイト名を「ニフティキッズ」に変更した。